# 信任状

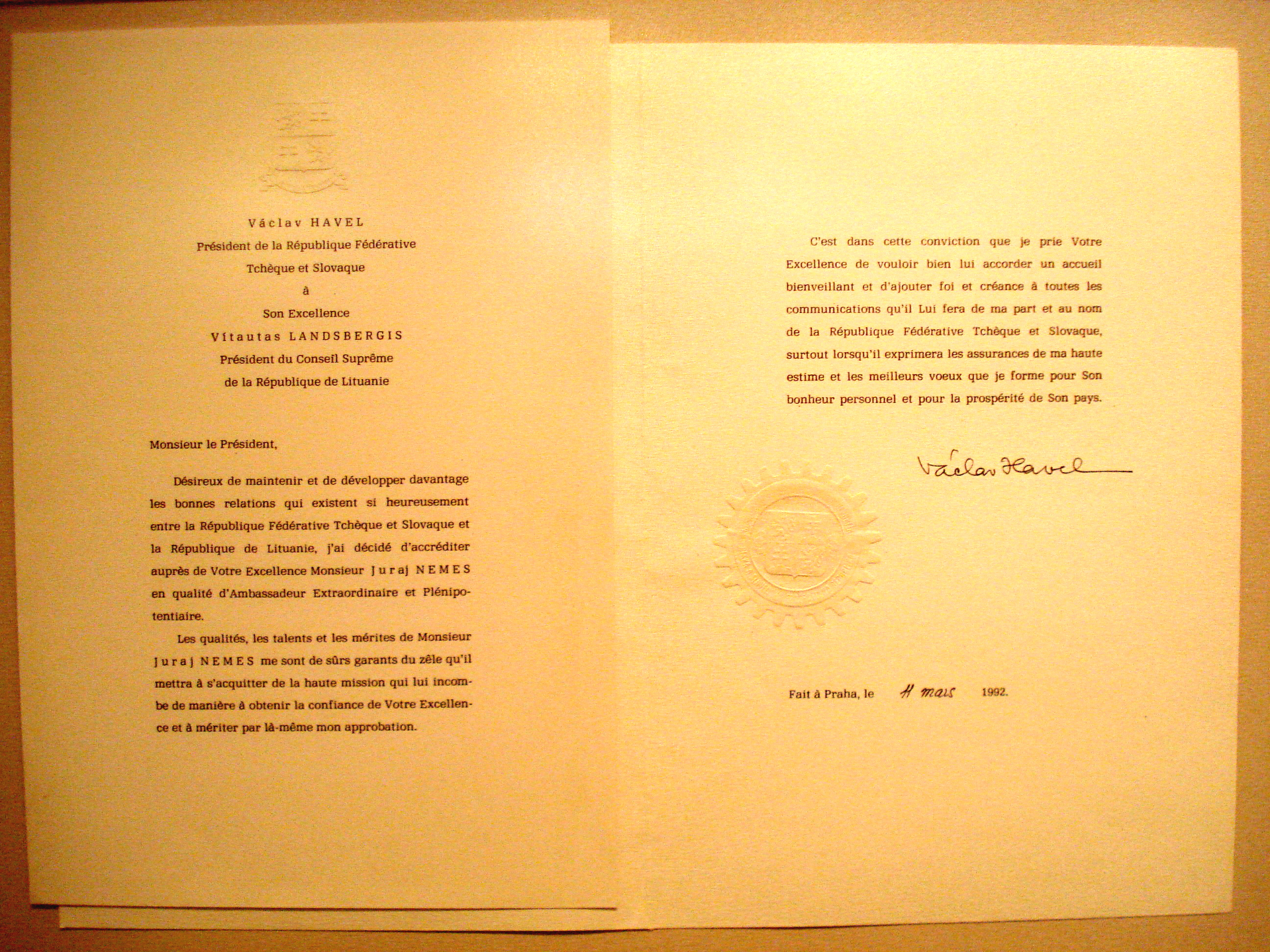
リトアニア駐箚チェコスロバキア大使の信任状。慣習に従ってフランス語で書かれ、ヴァーツラフ・ハヴェル大統領書の署名が添えられている。

信任状（しんにんじょう、フランス語: Lettre de créance、英語: Letter of credence）は、自国の外交官を別の主権国家に派遣する大使に任命する際に発給される正式な外交文書である。

## 概要
一般には外交資格証明と呼ばれ、一国の元首から他国の元首に対して、大使が自国を代表して為す如何なる発言についても信用（フランス語: créance）を置くよう依頼するものである。
信任状は、大使が着任する際に催される信任状捧呈式において接受国の元首などに捧呈され、これを以って大使の任期が始まることとなっている。日本では内閣が発行し、天皇が認証する。
信任状は、伝統的に外交における世界共通語であるフランス語で書かれるが、派遣国の公用語で書かれる場合もある。

## 信任状捧呈

### 捧呈式

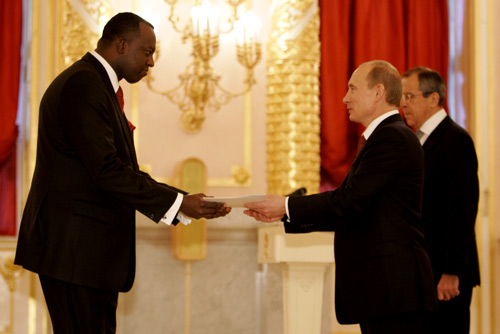
ロシア駐箚ルワンダ大使ウジェーヌ＝リシャール・ガサナがロシア大統領ウラジーミル・プーチンに信任状を捧呈するところ。陪席しているのはロシア外務大臣セルゲイ・ラブロフ。

大使は接受国に到着すると、接受国の外務大臣と会談して元首との面会の手配を行う。大使は封緘された信任状の原本と、封緘されない信任状の写しを携行しており、写しは到着時に接受国の外務大臣に手交する。封緘された信任状の原本は正式な外交儀礼に従って接受国元首に直接捧呈される:550。
大使は信任状が認証（アグレマン）されるまで業務を開始してはならず、認証された日によって外交団における序列が定まる。ただし、大使の外交特権は、入国した際に直ちに付与される:32:261。
大使は、接受国が提供する公用車（日本の他、欧州の君主国では儀装馬車も用いられる）に乗り、衛兵の護衛を受けて、信任状捧呈式に赴く。
立憲君主制国家と議会制民主主義国家では、国家元首または総督は政府の輔弼に従うという原則に基づき、信任状が政府の助言に基づいて受け入れられているという事実を象徴するために、捧呈式では外務大臣が国家元首に陪席する。大使は接受国元首に対し、信任状を両手で持って捧呈する。

### 臨時代理大使の場合
2国間の外交関係が臨時代理大使の交換に留まる場合、信任状は派遣国の外務大臣が作成し、接受国の外務大臣に宛てられる。臨時代理大使は、信任状を接受国の外務大臣に手交する。
国家元首は、大使の交換より低い外交関係については、信任状の交付および受領に関与しない。また、臨時代理大使については軍の護衛や公用車は提供されない。

### イギリス連邦
イギリス連邦諸国における高等弁務官は信任状を持たない。これは英連邦王国の国家元首は英国君主である、すなわち派遣国と接受国の国家元首が同一人物であるためである。このため、派遣国の首相 (または総督) が接受国の首相 (総督) に非公式な紹介状を送達するのみとなっている。
ただし、英連邦に属する共和制国家においては、派遣国の国家元首が委任状を交付し、接受国の国家元首が受領する。いずれの書状もインドの独立を受けて1950年から1951年にかけて標準化されたものである。
これ以前は、ある国の高等弁務官は首相からの書状、またある国では外務大臣からの書状、別のある国ではそもそも書状を持たされていないなど、不統一で混乱した状態であった。